# 愛知県道62号春日井稲沢線
愛知県道62号春日井稲沢線（あいちけんどう62ごう かすがいいなざわせん）は、愛知県春日井市から同県稲沢市に至る主要地方道である。

## 概要

### 路線データ
- 起点：愛知県春日井市[1]
- 終点：愛知県稲沢市[1]

## 沿革
- 1959年12月15日：認定[1]。
  - 1968年時点では合瀬川（木津用水）付近-分地北交差点-下津下町西交差点の現道が未開通で、旧道は合瀬川から北西へ別れて師勝小学校及び師勝中学校の南側を経て、名鉄犬山線とは西春駅の北側踏切で交差し、西春町役場（現在の北名古屋市役所）の前を通っていた。師勝小学校前の歩道橋に「稲沢9km」の白い案内標識が現存する。稲春橋交差点-下津下町西交差点は現道開通後の現在でも県道指定を解かれていない。

## 通過する自治体
- 愛知県
  - 春日井市
  - 名古屋市（北区）
  - 西春日井郡豊山町
  - 北名古屋市
  - 清須市
  - 稲沢市

## 接続する道路
| 接続する道路                                         | 接続する場所                        | 接続する場所                          | 接続する場所                          | 接続する場所                                                              |
| ---------------------------------------------------- | ----------------------------------- | ------------------------------------- | ------------------------------------- | ------------------------------------------------------------------------- |
| 全ての座標を示した地図 - OSM 全座標を出力 - KML 表示 |                                     |                                       |                                       |                                                                           |
| 国道19号（春日井バイパス）                           | 春日井市                            | 大和通                                | 大和通2丁目交差点                     | 北緯35度14分1.8秒 東経136度57分11秒 / 北緯35.233833度 東経136.95306度     |
| 愛知県道196号神屋味美線                              | 春日井市                            | 勝川新町                              | 勝川新町2丁目交差点                   | 北緯35度14分12.6秒 東経136度56分56.5秒 / 北緯35.236833度 東経136.949028度 |
| 愛知県道27号春日井各務原線（木曽街道）               | 春日井市                            | 味美西本町                            | 味美上ノ町交差点                      | 北緯35度14分24.2秒 東経136度56分7.4秒 / 北緯35.240056度 東経136.935389度  |
| 愛知県道102号名古屋犬山線（木曽街道）                | 春日井市                            | 味美西本町                            | 味美上ノ町交差点                      | 北緯35度14分24.2秒 東経136度56分7.4秒 / 北緯35.240056度 東経136.935389度  |
| 愛知県道447号名古屋空港線                            | 豊山町                              | （伊勢山東交差点 - 豊場交差点で重複） | （伊勢山東交差点 - 豊場交差点で重複） | （伊勢山東交差点 - 豊場交差点で重複）                                     |
| 愛知県道161号名古屋豊山稲沢線                        | 豊山町                              | 豊場                                  | 伊勢山交差点                          | 北緯35度14分41.1秒 東経136度55分1.1秒 / 北緯35.244750度 東経136.916972度  |
| 国道41号（名濃バイパス）                             | 豊山町                              | 豊場                                  | 豊場交差点                            | 北緯35度14分39.9秒 東経136度54分30.9秒 / 北緯35.244417度 東経136.908583度 |
| 愛知県道158号小口名古屋線                            | 北名古屋市                          | 高田寺                                | 片場交差点                            | 北緯35度14分36.1秒 東経136度53分44秒 / 北緯35.243361度 東経136.89556度    |
| 愛知県道451号名古屋外環状線                          | 北名古屋市                          | 鹿田                                  | 井瀬木交差点                          | 北緯35度14分30.6秒 東経136度52分59.9秒 / 北緯35.241833度 東経136.883306度 |
| 愛知県道63号名古屋江南線（名草線）                   | 北名古屋市                          | 九之坪                                | 九之坪交差点                          | 北緯35度14分27.9秒 東経136度52分3.2秒 / 北緯35.241083度 東経136.867556度  |
| 愛知県道165号春日小牧線                              | 北名古屋市                          | 沖村                                  | 沖村西交差点                          | 北緯35度14分28.8秒 東経136度51分23.6秒 / 北緯35.241333度 東経136.856556度 |
| 国道22号（名岐バイパス）                             | 北名古屋市                          | 中之郷                                | 中之郷南交差点                        | 北緯35度14分29.8秒 東経136度50分48.1秒 / 北緯35.241611度 東経136.846694度 |
| 愛知県道153号浅井清須線                              | 清須市                              | 春日東出                              | 春日新橋交差点                        | 北緯35度14分20.3秒 東経136度50分22.8秒 / 北緯35.238972度 東経136.839667度 |
| 愛知県道190号名古屋一宮線（岐阜街道、鮎鮨街道）      | （分地北交差点 - 下津交差点で重複） | （分地北交差点 - 下津交差点で重複）   | （分地北交差点 - 下津交差点で重複）   | （分地北交差点 - 下津交差点で重複）                                       |
| 愛知県道155号井之口江南線                            | （井之口交差点 - 下津交差点で重複） | （井之口交差点 - 下津交差点で重複）   | （井之口交差点 - 下津交差点で重複）   | （井之口交差点 - 下津交差点で重複）                                       |
| 愛知県道65号一宮蟹江線                               | 稲沢市                              | 高御堂                                | 高御堂交差点                          | 北緯35度14分59.3秒 東経136度47分51秒 / 北緯35.249806度 東経136.79750度    |
| 愛知県道136号一宮清須線（美濃街道）                  | 稲沢市                              | 高御堂                                | 高御堂交差点                          | 北緯35度14分59.3秒 東経136度47分51秒 / 北緯35.249806度 東経136.79750度    |
| 愛知県道139号須成七宝稲沢線                          | 稲沢市                              | 高御堂                                | 高御堂交差点                          | 北緯35度14分59.3秒 東経136度47分51秒 / 北緯35.249806度 東経136.79750度    |
| 全ての座標を示した地図 - OSM                         |                                     |                                       |                                       |                                                                           |
| 全座標を出力 - KML                                   |                                     |                                       |                                       |                                                                           |
| 表示                                                 |                                     |                                       |                                       |                                                                           |

## 沿線

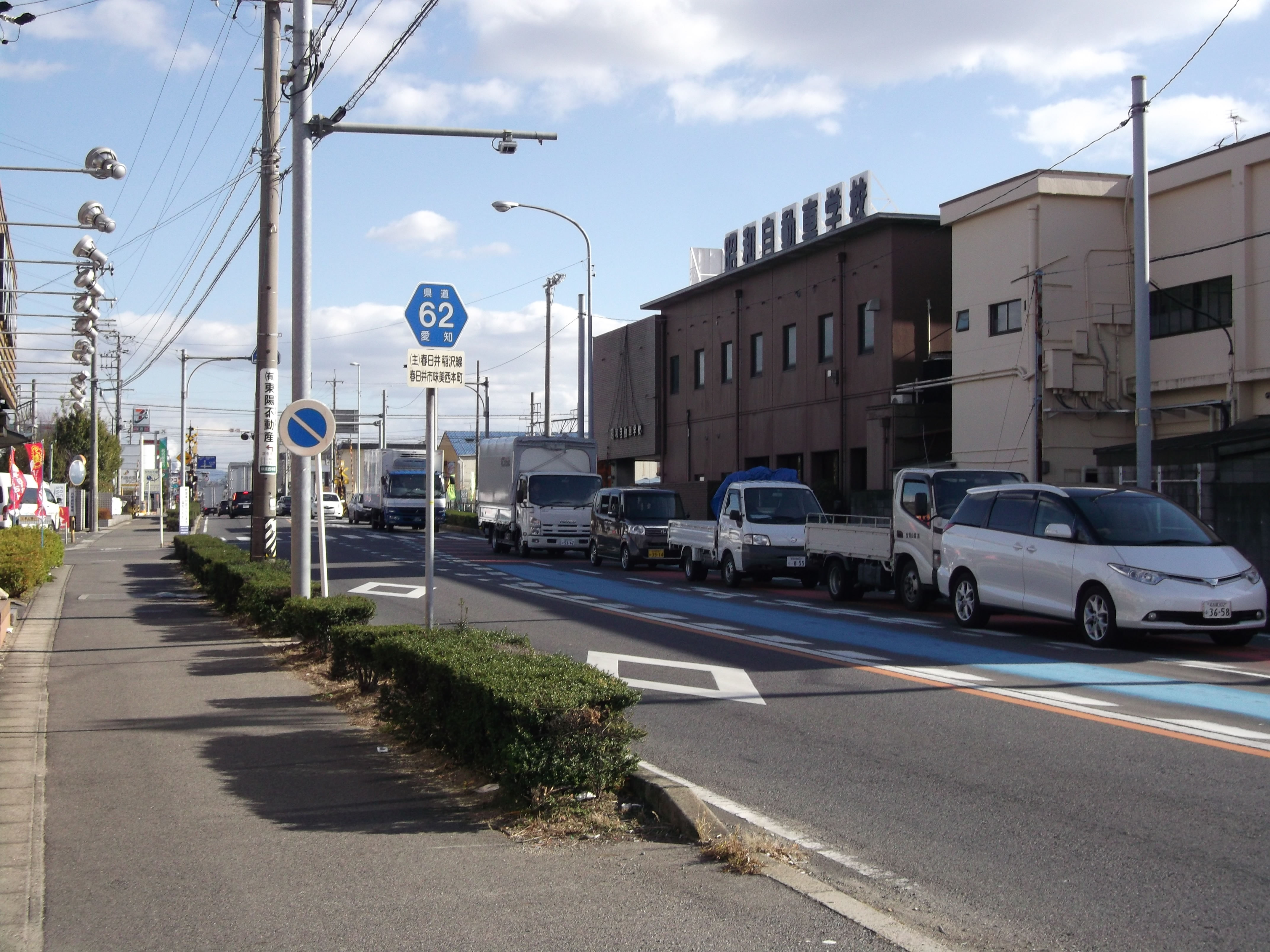
味美西本町地内（2013年12月）

- 名古屋飛行場
- 名古屋市中央卸売市場北部市場
- 名鉄犬山線 西春駅
- 清須市役所春日支所

## 別名
- 南大通り（稲沢市）
- 岐阜街道（稲沢市、清須市）
- 御鮨街道（稲沢市、清須市）
- 旧国道22号（稲沢市、清須市）
- 県営空港線（清須市、北名古屋市、豊山町）